# Claudia Zackiewicz
Claudia Zackiewicz (née le 4 juillet 1962 à Oberhausen) est une athlète allemande spécialiste du 100 mètres haies.
Septième des Championnats du monde de 1987, Claudia Zackiewicz monte sur la troisième marche du podium des Jeux olympiques d'été de 1988 en établissant en 12 s 75 la meilleure performance de sa carrière sur 100 m haies. À Séoul, l'Allemande est devancée par la Bulgare Yordanka Donkova et l'Est-allemande Gloria Siebert. Elle remporte à Berlin en fin d'année 1988 la Finale du Grand Prix.

## Palmarès
| Date | Compétition                | Lieu      | Place | Épreuve     |
| ---- | -------------------------- | --------- | ----- | ----------- |
| 1987 | Championnats du monde      | Rome      | 7e    | 100 m haies |
| 1988 | Jeux olympiques            | Séoul     | 3e    | 100 m haies |
| 1988 | Finale du Grand Prix       | Berlin    | 1re   | 100 m haies |
| 1989 | Coupe du monde des nations | Barcelone | 5e    | 100 m haies |